# Mujeres Afromexicanas en Movimiento
Mujeres Afromexicanas en Movimiento es una colectiva de mujeres afromexicanas de la Costa Chica de Guerrero y Oaxaca que fundó en 2015. Sus objetivos son combatir el racismo y la discriminación mediante el empoderamiento y el pleno ejercicio de los derechos de niñas, jóvenes y mujeres afromexicanas. También tiene el propósito de reafirmar la identidad afromexicana.

## Historia
Beatriz Amaro Clemente, Hilda Margarita Guillén Serrano, Evelia Estela Catalán Casiano, Yuyé Hernández Nicolás, Mijane Jiménez Salinas, Asunción Salinas García, Patricia Guadalupe Ramírez Bazán, Mayra Rita Herrera Hernández, Inés Sorrosa Gazga, Mirna Zárate Rodríguez, Deyma Bernal Juárez, Paula Cruz Guzmán, Adriana Carolina Ruíz López, Maribel Santiago Arellanes, Beatriz Ruiz Guzmán, Aleida Violeta Vázquez Cisneros y Asuena López Ventura integran la colectiva. 
Junto con el Instituto de Liderazgo Simone de Beauvoir, son coorganizadoras del Primer Encuentro Nacional de Mujeres Afromexicanas en 2022 con los ejes temáticos de identidad y marco jurídico, racismo y antirracismo, derechos sexuales y reproductivos, violencias múltiples hacia las mujeres afromexicanas y estrategias de autocuidado y cuidado colectivo.

## Exigencias y acciones
El colectivo exige contar con datos y estadísticas para generar políticas públicas e incorporación en agendas internacionales de los derechos humanos de las personas afrodescendientes. Específicamente, medidas dirigidas a mujeres afrodescendientes y estrategias de sensibilización antirracista.
También tiene como objetivo visibilizar a las poblaciones afromexicanas, exigir su participación política efectiva para tomar decisiones y crear políticas públicas para sus comunidades.